# Vera Croce

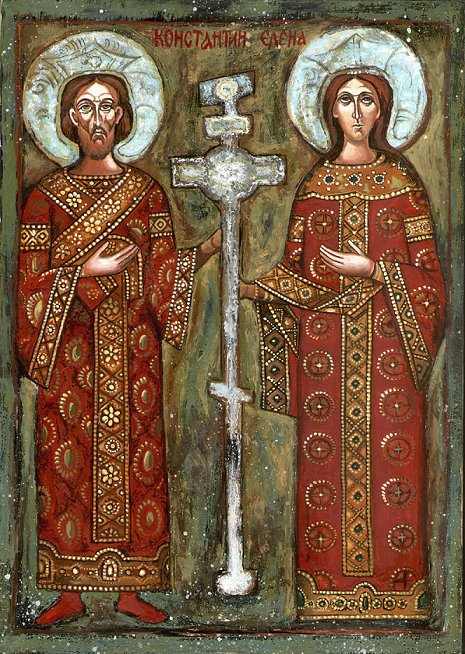
Icona ortodossa bulgara di Costantino I ed Elena con la Vera croce.

Vera Croce è il nome dato alla croce sulla quale Gesù fu crocifisso. La reliquia sarebbe stata ritrovata a Gerusalemme nell'anno 327-328 dalla madre dell'imperatore romano Costantino I, Flavia Giulia Elena.
Secondo la tradizione cristiana, la Vera Croce sarebbe stata in parte conservata a Gerusalemme, in parte a Costantinopoli e in parte a Roma. La reliquia di Gerusalemme vi rimase fino al 1187, quando se ne persero le tracce dopo la conquista della Città Santa da parte del Saladino. In diversi luoghi esistono frammenti che si vorrebbe provengano da essa. 

## Data del ritrovamento
Il racconto del ritrovamento deve essere successivo al 337, anno in cui Eusebio di Cesarea scrisse la Vita di Costantino, dove racconta che Costantino I trovò il luogo della crocifissione e tomba di Gesù ed edificò il complesso della basilica del Santo Sepolcro, senza fare alcuna menzione della croce. In particolare Eusebio ricorda che gli scavi per la scoperta della tomba furono portati avanti da Macario di Gerusalemme per volere di Costantino, il quale aveva avuto un sogno premonitore (luglio 325); la chiesa fu dedicata nel settembre 335, ma ancora non vi è traccia della croce. Nel 340-345 un pellegrino di Bordeaux, visitando Gerusalemme, afferma l'esistenza del complesso costruito da Costantino (una grande basilica, il martyrium, un atrio chiuso da un triportico costruito attorno alla tradizionale roccia del Calvario, e una chiesa rotonda, anastasis, che conteneva il sepolcro), ma non cita la croce.
Le Catechesi di Cirillo, però, riferiscono della croce; essendo state scritte tra il 348 e il 350, permettono di datare la tradizione del ritrovamento ai primi anni 340. Ai tempi di Cirillo, infatti, frammenti della Croce erano già stati distribuiti in varie regioni del mondo cristiano.

## Racconti del ritrovamento

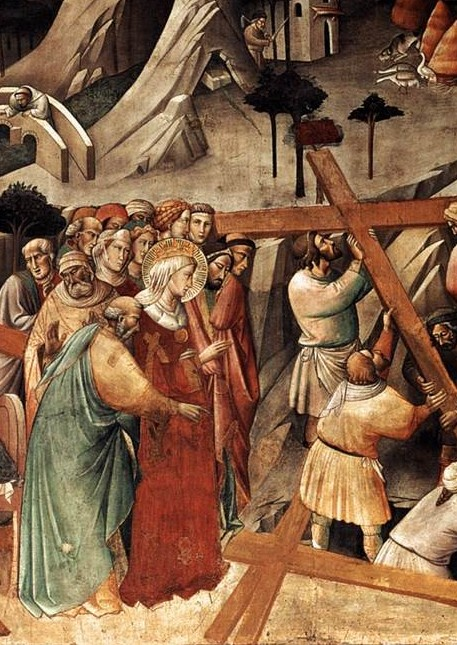
La ricerca della croce, Agnolo Gaddi, Firenze, 1380.

Socrate Scolastico (nato nel 380 circa) fornisce un resoconto del ritrovamento nella sua Storia ecclesiastica. Narra come Elena, madre di Costantino I, avesse fatto distruggere il tempio pagano posto sopra al Sepolcro e, riportatolo alla luce, vi ritrovò tre croci e il Titulus crucis  (il cartello posto sulla croce di Gesù). Secondo il racconto di Socrate, Macario, vescovo di Gerusalemme, fece porre le tre croci una per volta sopra il corpo di una donna gravemente malata. La donna, miracolosamente, guarì perfettamente al tocco della terza croce, che venne identificata con l'autentica croce di Cristo. Socrate sostiene che fossero stati ritrovati anche i chiodi della crocefissione e che Elena li avesse mandati a Costantinopoli, dove furono incorporati nell'elmo dell'imperatore e uno fu trasformato nel morso del proprio cavallo (questo morso sarebbe quello conservato prima nell'antica Basilica di Santa Tecla e, dopo la traslazione del 1548 voluta dal Vescovo Carlo da Forlì, nel Duomo di Milano, a decine di metri d'altezza dal suolo). Secondo una tradizione (contraddetta recentemente da un'analisi che ne ha rivelato la natura argentea) un altro chiodo dovrebbe circondare l'interno della corona ferrea, oggi conservata nel Duomo di Monza.
Sozomeno (morto nel 450 circa), nella sua Storia ecclesiastica, fornisce in pratica la stessa versione di Socrate. In più egli aggiunge che era stato detto (non specifica da chi) che il luogo del sepolcro era stato « [...] rivelato da un ebreo che abitava ad est, e che aveva tratto questa informazione da certi documenti ereditati da suo padre» (lo stesso autore mette però in dubbio l'autenticità di questo aneddoto) e che un morto era stato resuscitato dal tocco della Croce. Versioni più tarde della vicenda, di tradizione popolare, sostengono che l'ebreo che aveva aiutato Elena si chiamasse Giuda, e che in seguito si fosse convertito al Cristianesimo e avesse preso il nome di Ciriaco.
Teodoreto di Cirro (morto intorno al 457) riferisce quella che era divenuta la versione comune del ritrovamento della Vera Croce:
(Teodoreto di Cirro, Storia ecclesiastica, capitolo XVII)
Con la Croce furono anche rinvenuti i Sacri Chiodi, che Elena portò via con sé a Costantinopoli. Secondo Teodoreto, «[Elena] fece trasportare parte della croce di nostro Signore a palazzo. Il resto fu chiuso in un rivestimento d'argento e affidato al vescovo della città, che fu da lei esortato a conservarlo con cura, affinché potesse essere tramandato intatto ai posteri».

## Vicende della reliquia di Gerusalemme

### La conservazione e la venerazione

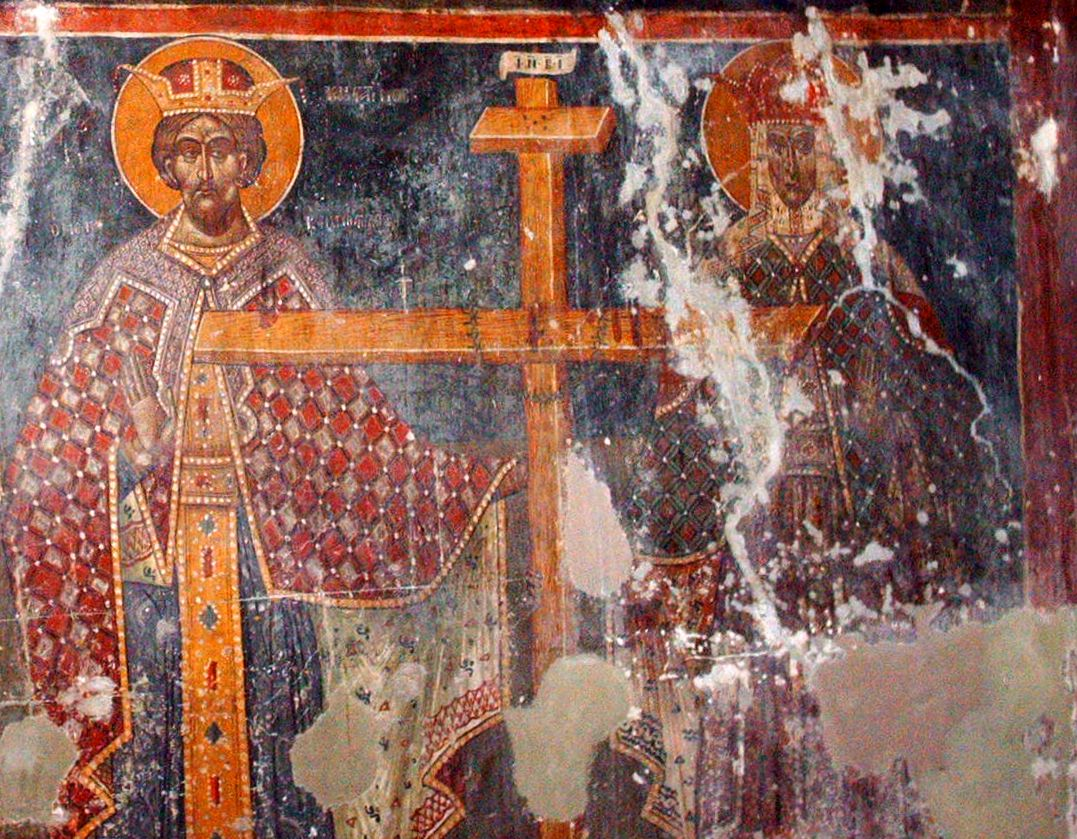
Costantino I, Elena e la Vera Croce (icona albanese della seconda metà del XVI secolo).

Il reliquiario d'argento, custodito nella chiesa dal Vescovo di Gerusalemme, era mostrato periodicamente ai fedeli. Negli anni intorno al 380 una pellegrina cristiana di nome Egeria, recatasi a Gerusalemme in pellegrinaggio, descrisse la venerazione della Vera Croce in una lunga lettera, l'Itinerarium Egeriae, che mandò alla sua comunità religiosa:
A lungo in precedenza, ma forse non fino alla visita di Egeria, era possibile anche venerare la corona di spine. Dopo varie peripezie dovrebbe essere finita a Costantinopoli, dove fu molto venerata ma alla fine fu data in pegno al re di Francia in cambio di una grande somma di denaro. Restò in Francia e, per la sua conservazione, è stata costruita la Sainte Chapelle, gioiello del gotico. A Gerusalemme si poteva venerare anche il palo a cui Cristo fu legato per la flagellazione e la Sacra Lancia, che gli trafisse il fianco. Inutile ricordare che di molte reliquie della Passione vi erano duplicati in mezzo mondo.
Il poema in antico inglese The Dream of the Rood menziona il ritrovamento della Croce e l'inizio della venerazione delle sue reliquie.
Una leggenda medioevale (la Leggenda della Vera Croce) narra che essa fu costruita utilizzando l'Albero di Jesse (padre di re Davide), che è identificato con l'Albero della Vita, che cresceva nel Giardino dell'Eden.

### Il trafugamento di Cosroe e la sua perdita sotto Saladino

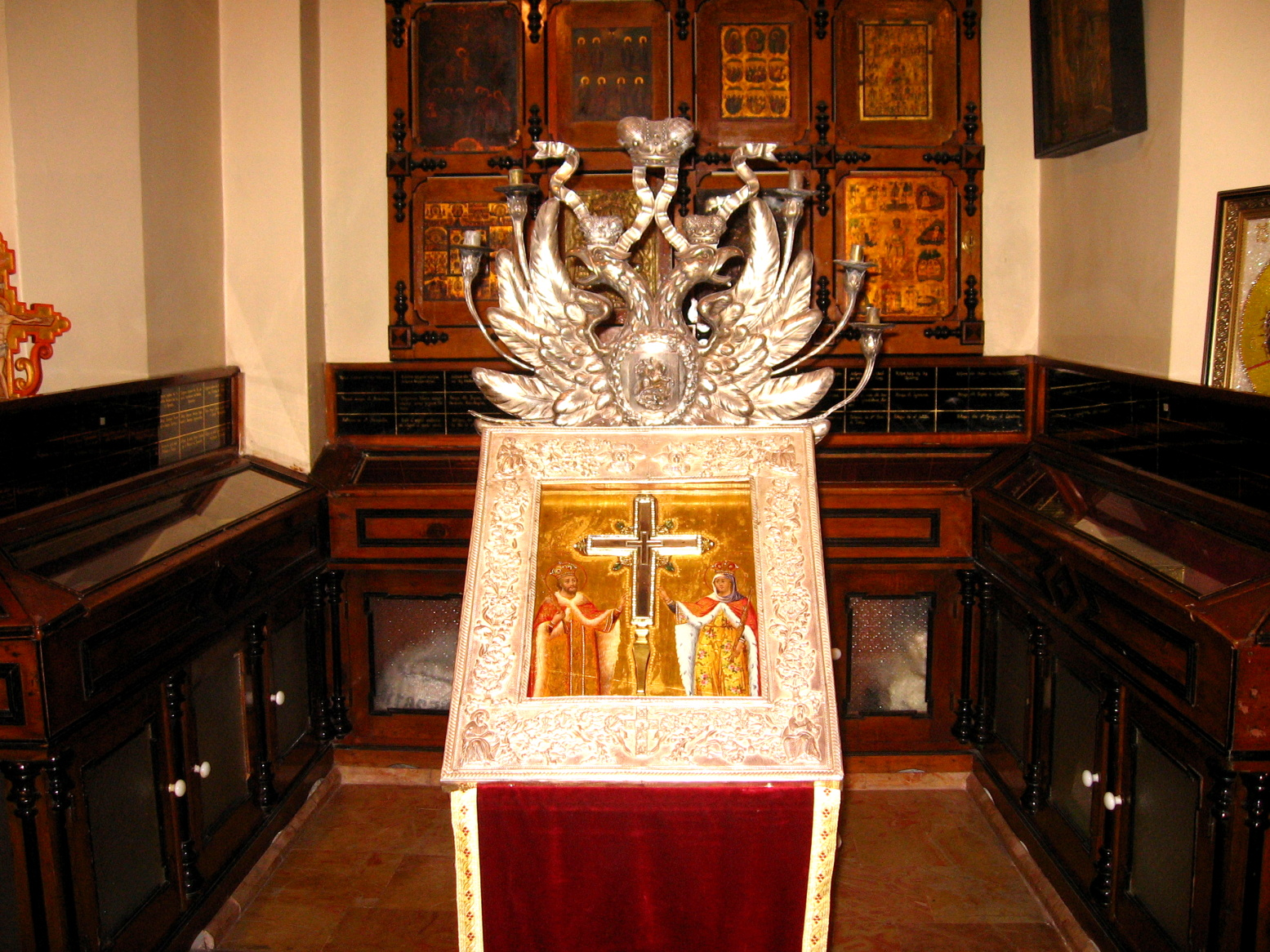
Reliquia della Vera Croce presso la Basilica del Santo Sepolcro a Gerusalemme

Nel 614 il re dei re persiano, Cosroe II, dopo aver preso Gerusalemme, trafugò la Croce come trofeo e la portò nella sua capitale, Ctesifonte. Tredici anni dopo, nel 628, l'imperatore d'Oriente Eraclio sconfisse Cosroe e recuperò la Croce, che portò prima a Costantinopoli e poi restituì a Gerusalemme.
Attorno al 1009, i cristiani di Gerusalemme nascosero la Croce e tale rimase fino al suo nuovo ritrovamento, avvenuto durante la Prima crociata, il 5 agosto 1099, ad opera di Arnolfo Malecorne, primo Patriarca latino di Gerusalemme, in un momento apparve opportuno che il morale dei guerrieri fosse tenuto alto. La reliquia scoperta da Arnolfo era un piccolo frammento di legno incastonato in una croce in oro. Divenne la più sacra reliquia del regno di Gerusalemme, e non fu soggetta ad alcuna delle controversie che avevano in precedenza caratterizzato la scoperta della Sacra Lancia ad Antiochia. 
Fu conservata nella basilica del Santo Sepolcro sotto la protezione del patriarca latino, che la portava in marcia in testa all'esercito prima di ogni battaglia.
Fu portata anche sul campo della battaglia di Hattin nel 1187, ma l'esercito cristiano fu messo drammaticamente in rotta da Saladino e della Vera Croce si persero le tracce. Probabilmente fu presa dai musulmani, tanto che nelle cronache islamiche si ricorda come Saladino ne rifiutasse la restituzione ai rappresentanti cristiani che gliela chiedevano, ricordando loro come Gesù fosse per l'Islam un grandissimo profeta, degno di essere ricordato.

## Frammenti della Vera Croce
Secondo la tradizione, già poco dopo il ritrovamento diversi frammenti vennero staccati dalle principali reliquie della Vera Croce e, dopo essere stati ulteriormente suddivisi, furono largamente distribuiti.
Quattro schegge della Croce - di dieci frammenti, con prove documentate degli imperatori bizantini, provenienti da chiese europee: Santa Croce in Gerusalemme a Roma, Notre Dame de Paris, il Duomo di Pisa e Santa Maria del Fiore - sono state analizzate al microscopio, concludendo con: «I pezzi vengono tutti da legno di olivo».

### La distribuzione e la numerosità dei frammenti
Nel 348, in una delle sue Catecheses, Cirillo di Gerusalemme sostiene che "tutta la Terra è piena delle reliquie della Croce di Cristo", e in un'altra «[...] il santo legno della Croce ci porta una testimonianza, visibile tra noi in questo giorno, e che da questo luogo adesso si è diffusa nel mondo intero, per mezzo di coloro che, nella loro fede, ne asportano dei pezzi». Il resoconto di Egeria dimostra quanto queste reliquie della crocifissione fossero ritenute preziose. Giovanni Crisostomo riferisce che i frammenti della Vera Croce erano conservati in reliquiari d'oro, «che gli uomini con reverenza portavano sulla loro persona».
A conferma della vasta estensione geografica della distribuzione delle reliquie sin dal primo ritrovamento si dice che un'iscrizione del 359, trovata a Tixter, nei dintorni di Sétif, in Mauretania (attualmente in Algeria), riportasse, in un elenco di reliquie, un frammento della Vera Croce, secondo una voce delle Roman Miscellanies, X, 441.
Attorno all'anno 455, Giovenale di Gerusalemme, patriarca di Gerusalemme inviò a papa Leone I un frammento del "prezioso legno", secondo le "Lettere" di papa Leone. Una parte della Croce fu portata a Roma nel VII secolo da papa Sergio I, che era di origine bizantina.
Ma la maggior parte delle reliquie più piccole arrivò in Europa da Costantinopoli, dopo che la città era stata aggredita e saccheggiata dai Veneziani del doge Enrico Dandolo durante la Quarta crociata, nel 1204:
(Chronica regia Coloniensis - sub annorum 1238-1240, p. 203)
Alla fine del Medioevo così tante chiese sostenevano di possedere un pezzo della Vera Croce, che Giovanni Calvino in aperta polemica contro la Chiesa cattolica e riprendendo di fatto quanto già osservato da Cirillo di Gerusalemme, affermò sarcasticamente che tutte queste supposte reliquie avrebbero potuto riempire una nave:
(Giovanni Calvino, Traité Des Reliques.)
Tuttavia, anche se la frase di Calvino è tuttora presa alla lettera da molti commentatori, e anche se è chiaro che molti dei pezzi esistenti della Vera Croce siano contraffazioni create dai mercanti viaggiatori durante il Medioevo, l'affermazione non è corretta. Infatti, nel 1870 Rohault de Fleury, nel suo libro Mémoire sur les instruments de la Passion ("Memorie sugli strumenti della Passione"), stese un catalogo di tutte le reliquie conosciute della Vera Croce, sostenendo che, al contrario di quanto affermato da altri autori, i presunti frammenti della Croce, raccolti insieme, ammonterebbero al volume di soli 0,004 metri cubi, cioè 4 dm cubi corrispondenti ad un volume di appena 4 litri. Rohault calcolò, supponendo che la Croce fosse stata di legno di pino (in base alle sue analisi al microscopio dei campioni) e assegnandole un peso complessivo di circa settantacinque chilogrammi, possiamo calcolare che il volume originale della croce dovesse essere di 0,178 metri cubi. Resta quindi un volume di 0,174 metri cubi di legno ancora dispersi, distrutti o non conteggiati, il che induce anche a pensare che ad Hattin sia andata perduta quasi l'intera croce. In effetti non abbiamo informazioni credibili sulla struttura della croce, che di solito non era in un pezzo unico, ma costituita da un palo (fisso) e da un'asse (mobile) a volte costituita dal chiavistello di una porta; quindi il volume stimato da Rohault potrebbe essere errato. Questa incertezza deriva dal fatto che abbiamo un'idea insufficiente sulle dimensioni e volume degli strumenti per la crocefissione in epoca romana. In ogni caso 0,004 metri cubi, pari a un cubo di circa 16 cm di lato, oppure a un palo lungo un metro e del diametro di soli 7 cm circa, sono certamente molto meno del volume che la croce poteva avere.
La quantità di legno della croce presente nell'antichità impressionava comunque anche i credenti, e coloro che credevano all'autenticità della reliquia davano diverse spiegazioni. Ad esempio san Paolino invoca il miracolo della "reintegrazione delle croce": ovvero, per quanti pezzi e schegge se ne possano togliere, la Vera Croce resta sempre integra.

### Principali frammenti
Oggi il Monastero di Santo Toribio de Liébana, in Spagna, ospita il più grande di questi pezzi. Un altro dei maggiori frammenti della Vera Croce si trova presso l'abbazia di Nonantola ed è visibile oggi presso il Museo diocesano d'arte sacra e benedettino dell'abbazia, nella sezione del tesoro abbaziale. Nella costruzione del reliquiario contenente il suddetto frammento, alcune schegge e ritagli furono donati dal cardinale Antonio Barberini iuniore al suo segretario, originario di Mola di Bari, mons. Giacomo Teutonico. Costui le consegnò a suo fratello Giuseppe che, infine, le cedette a suo nipote, don Nicola Teutonico. Don Nicola donò le reliquie a persone illustri di sua conoscenza di varie parti d'Italia (Milano, Fermo, Alessano, Rutigliano). Il Teutonico donò a Mola di Bari, suo paese d'origine, due pezzetti della Sacra Croce e da lì il culto si diffuse in tutta la regione.
In Puglia il culto delle reliquie della Vera Croce è collegato ai riti del Triduo Pasquale: nei paesi in cui si conserva una presunta scheggia della Croce, in genere essa viene portata in processione durante Giovedì o Venerdì Santo. Tali reliquie vengono conservate in reliquiari di metalli preziosi e cristallo

#### Frammenti in Puglia
In Puglia il culto delle reliquie della Vera Croce è collegato ai riti del Triduo Pasquale: nei paesi in cui si conserva una presunta scheggia della Croce, in genere essa viene portata in processione durante Giovedì o Venerdì Santo. Tali reliquie vengono conservate in reliquiari di metalli preziosi e cristallo.
In provincia di Bari, le reliquie si trovano a Gravina in Puglia, Mola di Bari, Ruvo di Puglia, Conversano, Rutigliano, Noci, Alberobello, Monopoli, Triggiano, Bitritto, Modugno, Adelfia, Valenzano, Bitonto e nei quartieri di Bari Santo Spirito, Carbonara di Bari e Ceglie del Campo. Nel Salento è celebre, tra le altre, la reliquia di Gallipoli; in provincia di Foggia si trova quella di Monte Sant'Angelo, donata da Federico II nel 1228 e conservata nel tesoro del Santuario in un reliquiario in cristallo di rocca .

#### Frammenti in altre regioni[22]
Altre schegge sono conservate in varie parrocchie in Italia. 
A Ottaviano presso la chiesa collegiata di San Michele Arcangelo è conservata, insieme ai documenti attestanti l'autenticità, una reliquia della Santa Croce, portata in processione il 3 maggio per le vie della città. 
A Padova, nella cappella delle reliquie della Basilica del Santo
A Venezia, nella basilica di Santa Maria della Salute, è conservato un reliquiario con due piccoli frammenti della vera croce  
A Pisa, nel Duomo
A Monterosso Calabro, è conservato un piccolo frammento della Croce, posto in un antico reliquiario raffigurante i simboli della passione.
A Cosenza nella famosa stauroteca donata da Federico II è custodito un frammento della Vera Croce. 
La parrocchia di Civitella Casanova possiede, accuratamente riposte in un reliquiario d'argento, delle reliquie attribuite alla Croce di Cristo. A Petroro, vicino a Todi, è conservata nel castello di Petroro, attuale abbazia ortodossa di San Martino, un frammento portato dai Templari nel secolo XI. 
A Chiaramonte Gulfi si conservano due frammenti del legno della vera croce: uno custodito nella chiesa di San Vito in un prezioso reliquiario in filigrana di argento e l'altro nella chiesa commendale del S.M.O.M. di San Giovanni Battista custodito in un reliquiario di argento, insieme ad altre reliquie, e accompagnata da un documento che ne afferma l'autenticità. 
A Gerace si conserva un piccolissimo frammento della croce in un grande reliquario contenente 100 tessuti dei santi. 
A Rio San Martino, dove nella chiesa di san Martino di Tours si conservano due minuscoli frammenti della Vera Croce. 
In cinque chiese e oratori di Castel Goffredo (MN) si conservano alcuni reliquiari contenenti dodici frammenti.

## Venerazione della Croce nella liturgia

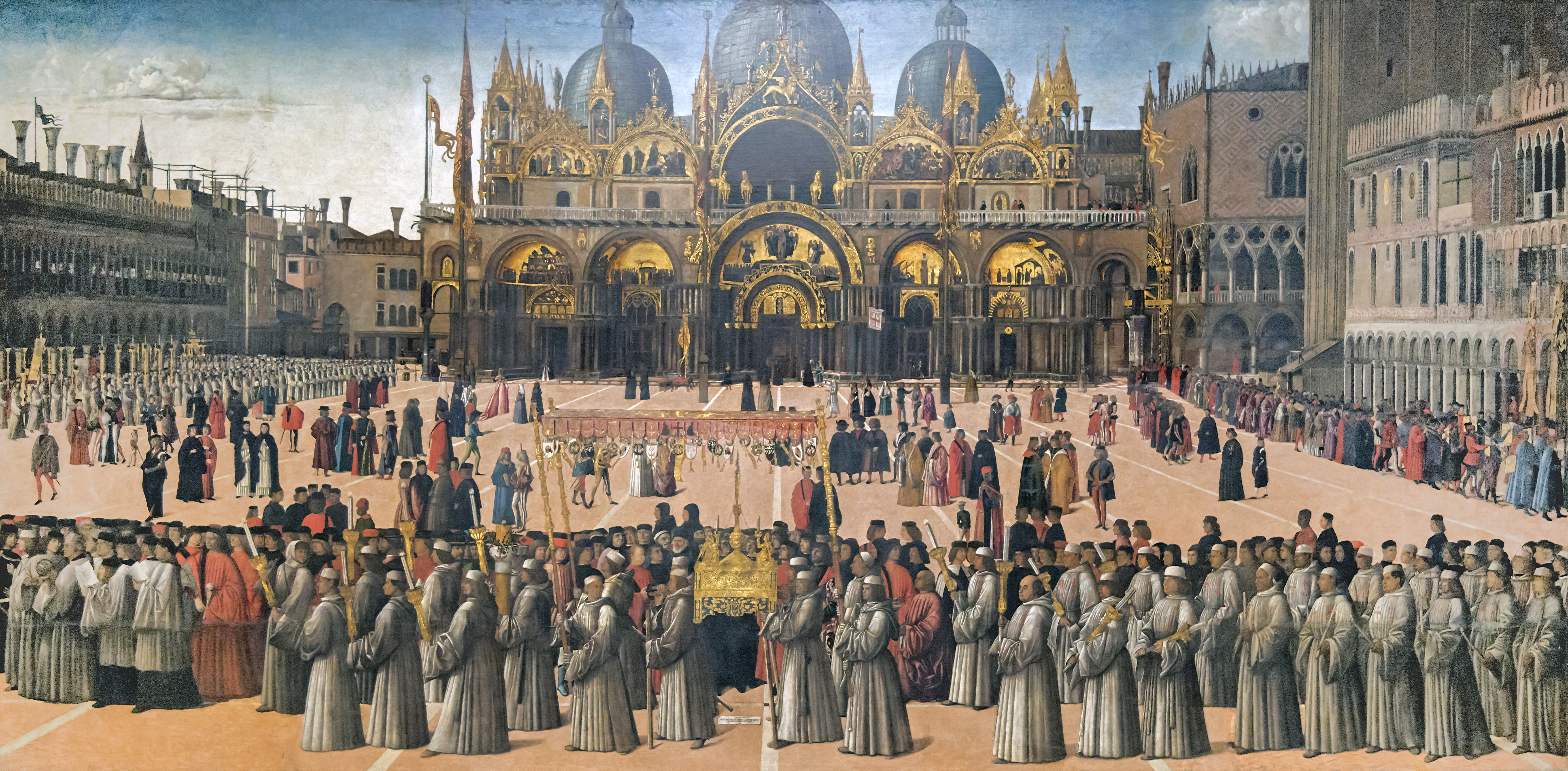
Una delle reliquie della Vera Croce portata in processione a Venezia. Gentile Bellini XV secolo

Giovanni Crisostomo ha scritto delle omelie sulla Croce:
La Chiesa cattolica, molti gruppi protestanti (spesso quelli di origine anglicana), e gli ortodossi celebrano la festa dell'Esaltazione della Santa Croce, il 14 settembre, anniversario della consacrazione della chiesa del Santo Sepolcro.
Nei secoli successivi queste festività inclusero anche la commemorazione del recupero della Vera Croce dalle mani dei Persiani, nel 628. 
Nel rito gallicano (diffuso anche in Sicilia, Toscana e in Italia, soprattutto del Nord), a partire dal VII secolo, la festa della Croce si teneva il 3 maggio. 
Secondo l'Enciclopedia Cattolica, quando il rito gallicano e romano si combinarono, la data di settembre assunse il nome ufficiale di Esaltazione della Santa Croce nel 1963 ed era usato per commemorare la conquista della Croce ai Persiani, e la data in maggio fu mantenuta come "Invenzione della Santa Croce". In Occidente ci si riferisce spesso al 14 settembre come al Giorno della Santa Croce.
Gli Ortodossi commemorano ancora entrambi gli eventi il 14 settembre, una delle dodici grandi festività dell'anno liturgico nella Chiesa ortodossa, e il 1º agosto festeggiano la "Processione del venerabile Legno della Croce", il giorno in cui le reliquie della Vera Croce furono trasportate per le strade di Costantinopoli per benedire la città.
Papa Giovanni XXIII, con motu proprio del 25 luglio 1960 che approvava la riforma delle rubriche del messale e del breviario, rimosse dal 1º gennaio 1961 la festa di maggio dal calendario del rito romano, perché fu considerata un doppione della festa di settembre. Essa sopravvive comunque in alcune località toscane (Casciana Terme), siciliane (Geraci e Castelbuono) e Lombarde (Busto Garolfo).
In aggiunta alle celebrazioni nei giorni fissi, ci sono alcuni giorni delle feste mobili in cui viene festeggiata la Croce. La Chiesa cattolica compie la formale adorazione della Croce durante gli uffici del Venerdì Santo, mentre gli Ortodossi celebrano un'ulteriore venerazione della Croce la terza Domenica della "Grande quaresima". In tutte le chiese greco-ortodosse, durante il Giovedì santo, una copia della Croce viene portata in processione.

## Nell'arte
Piero della Francesca affrescò la basilica di San Francesco ad Arezzo con gli episodi delle Storie della Vera Croce.
Un ciclo affrescato delle Storie della Vera Croce, tratto dalla Legenda aurea di Jacopo da Varazze, si trova in una nicchia del campanile della chiesa di San Nicola di Lanciano; il ciclo risale al XIII secolo e fu scoperto negli anni '90.

## Nella cultura di massa
- Nel film Le crociate l'esercito cristiano porta la croce in battaglia, ma dopo la battaglia di Hattin, essa giace abbandonata sul campo circondata da cadaveri.
- Nel romanzo del 2001 di Matilde Asensi L'ultimo Catone, la storia è totalmente incentrata sul ritrovamento delle Sacre Reliquie (le schegge della vera Croce di Cristo).
- Il romanzo del 1947 L'albero della vita di Louis de Wohl narra il ritrovamento della Vera Croce da parte di sant'Elena.